# 楠特伊-欧里亚克德布尔扎克
楠特伊-欧里亚克德布尔扎克（法語：Nanteuil-Auriac-de-Bourzac，法語發音：[nɑ̃tœj oʁjak də buʁzak]）是法国多尔多涅省的一个市镇，属于佩里格区。该市镇于1973年由原市镇楠特伊德布尔扎克（Nanteuil-de-Bourzac）和欧里亚克德布尔扎克（Auriac-de-Bourzac）合并而成。

## 地理
楠特伊-欧里亚克德布尔扎克（45°23'4"N, 0°17'26"E）面积20.92 平方千米，位于法国新阿基坦大区多爾多涅省，该省份为法国西南部内陆省份，是法國本土面积第三大的省，大致对应佩里戈尔地区，北起顺时针与夏朗德省、上维埃纳省、科雷兹省、洛特省、洛特-加龙省、吉倫特省和滨海夏朗德省接壤。
与楠特伊-欧里亚克德布尔扎克接壤的市镇（或旧市镇、城区）包括：帕吕欧、萨勒拉瓦莱特、拉沙佩勒-格雷西尼亚克、布泰耶-圣塞巴斯蒂安、香槟和方丹、圣马夏尔维韦罗勒、旺杜瓦尔。

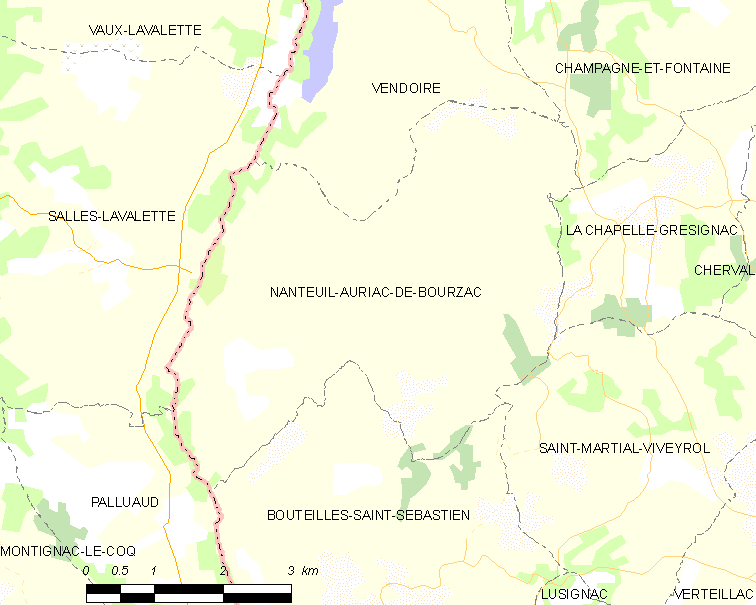
楠特伊-欧里亚克德布尔扎克的OSM定位图

楠特伊-欧里亚克德布尔扎克的时区为UTC+01:00、UTC+02:00（夏令时）。

## 行政
楠特伊-欧里亚克德布尔扎克的邮政编码为24320，INSEE市镇编码为24303。

## 政治
楠特伊-欧里亚克德布尔扎克所属的省级选区为里贝拉克县。

## 人口

1962-2008年间楠特伊-欧里亚克德布尔扎克人口变化图示

楠特伊-欧里亚克德布尔扎克于2022年1月1日时的人口数量为233人。